# Costituzione del Giappone
La Costituzione del Giappone (日本国憲法?, Nihon-koku kenpō) è la legge fondamentale del Giappone dal 1947. Essa stabilisce un sistema parlamentare basato su un consolidato Stato di diritto garantendo alcuni diritti fondamentali. Secondo la Costituzione, l'Imperatore del Giappone è formalmente il capo dello Stato, ma esercita un ruolo puramente cerimoniale, in quanto non possiede la sovranità, dato che si stabilisce una sovranità popolare de iure in congiunzione con la monarchia. 
La carta, nota anche come Costituzione di Mac-Arthur, Costituzione del Dopoguerra o Costituzione della Pace, è famosa per la rinuncia al diritto alla guerra contenuta nell'Art. 9.
Il suo iter di preparazione iniziò durante l'occupazione militare del Giappone da parte degli Alleati dopo la seconda guerra mondiale, al fine di sostituire il precedente sistema imperiale giapponese con una forma di democrazia liberale. È una costituzione rigida e non sono stati apportati emendamenti dal momento della sua adozione. Fino al 1947 gli abitanti del Paese erano chiamati "sudditi", è soltanto a partire dal Giappone postbellico che vengono menzionati come "cittadini".

## Origini storiche

### La Costituzione Meiji
La Costituzione dell'Impero del Giappone dell'11 febbraio 1889, più comunemente conosciuta come Costituzione Imperiale o Costituzione Meiji, fu la prima costituzione moderna del Giappone. Attuata nell'ambito delle riforme della restaurazione Meiji, stabiliva una forma di monarchia costituzionale basata sul modello prussiano, in cui l'Imperatore del Giappone era un governante attivo con un grande potere politico che doveva gestire insieme ad una dieta eletta.

### La dichiarazione di Potsdam
Il 26 luglio 1945, i leader degli alleati Winston Churchill, Harry S. Truman e Joseph Stalin chiesero, nella dichiarazione di Potsdam, la resa incondizionata del Giappone. Questa dichiarazione definiva anche gli obiettivi principali dell'occupazione alleata successiva alla resa: 
(Sezione X)
Inoltre, il documento affermava che:
(Sezione XII)
. 
Gli alleati non cercavano semplicemente la punizione o il risarcimento dei danni di guerra, quanto piuttosto dei cambiamenti fondamentali nella natura del sistema politico. Come disse lo scienziato politico Robert E. Ward: "L'occupazione fu forse l'operazione più esaustivamente pianificata di cambiamento politico massiccio diretto dall'esterno nella storia del mondo."

### Il processo di preparazione

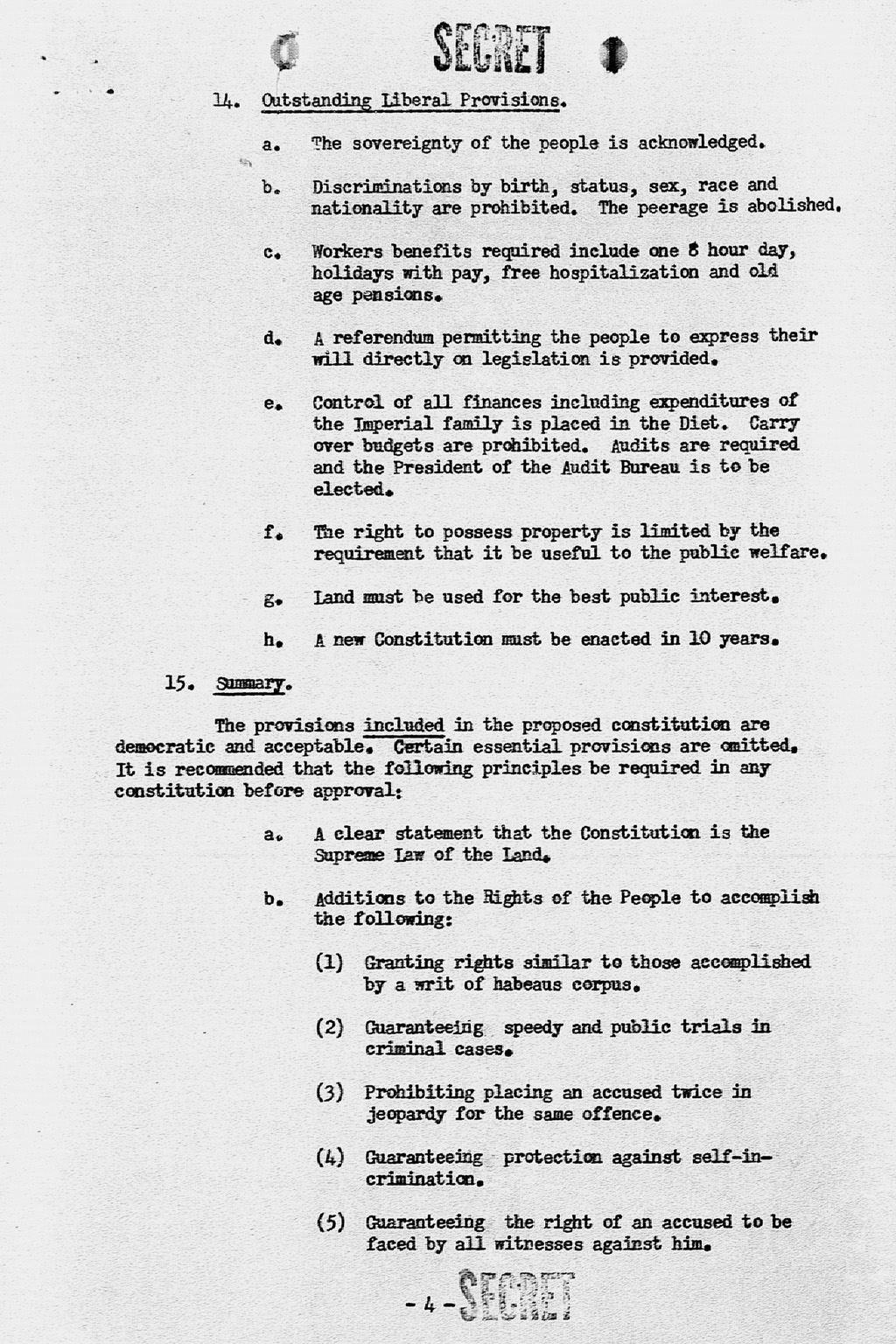
La Costituzione del Giappone fu largamente preparata dai legislatori americani dell'autorità di occupazione. Questa immagine è di un memo segreto, scritto dai membri dell'autorità, riguardante la nuova costituzione.

Dato che le parole della Dichiarazione di Potsdam prevedevano che "... Il governo giapponese dovrà rimuovere tutti gli ostacoli...", le prime misure prese dal Comandante Supremo delle Forze Alleate Douglas MacArthur dopo la resa del Giappone suggerirono che il nuovo sistema politico non sarebbe stato imposto sul Giappone unilateralmente. Al contrario, l'augurio era che i nuovi leader del Giappone fossero incoraggiati a introdurre autonomamente le riforme democratiche. Tuttavia nei primi mesi del 1946, lo staff di MacArthur e gli ufficiali giapponesi si trovarono in conflitto sulla questione fondamentale della stesura della nuova costituzione. Il Primo ministro Kijuro Shideara e molti suoi colleghi erano estremamente riluttanti a compiere il drastico passo della sostituzione della Costituzione Meiji con un documento più liberale. Alla fine del 1945, Shideara aveva nominato il ministro senza portafoglio Joji Matsumoto, capo di una commissione  di saggi costituzionalisti incaricata di proporre le revisioni costituzionali. Le raccomandazioni della Commissione Matsumoto, rese pubbliche nel febbraio 1946, furono piuttosto conservatrici (descritte da un costituzionalista giapponese alla fine degli anni ottanta come "non più di un ritocco alla costituzione Meiji"). MacArthur le rifiutò completamente e ordinò al suo staff di preparare un documento totalmente nuovo.
Gran parte della costituzione venne preparata da due anziani ufficiali di basso grado: Milo Rowell e Courtney Whitney. Gli articoli riguardanti l'uguaglianza fra uomo e donna furono scritti da Beate Sirota. Benché gli autori del documento non fossero giapponesi, essi tennero conto della Costituzione Meiji, delle richieste dei legislatori giapponesi e delle opinioni dei leader politici pacifisti come Shidehara e Shigeru Yoshida. La bozza della costituzione fu presentata il 13 febbraio 1946 per la sorpresa degli ufficiali giapponesi. Il 6 marzo 1946, il governo rese noti pubblicamente i punti più importanti della costituzione. Il 10 aprile si tennero le elezioni per la Camera dei rappresentanti della Nona Dieta Imperiale, che si sarebbe occupata di discutere il progetto di costituzione. Questa fu la prima elezione a cui poterono partecipare le donne, grazie alla modifica della legge elettorale.
La proposta di MacArthur, che proponeva un parlamento monocamerale, fu cambiata per le insistenze dei giapponesi che volevano un parlamento bicamerale con entrambe le camere elette direttamente dal popolo. Nella maggior parte degli altri aspetti importanti, tuttavia, le idee del documento presentato il 13 febbraio furono adottate dal governo giapponese nel preparare la sua proposta del 6 marzo. Questa includeva le caratteristiche più peculiari della costituzione: il ruolo simbolico dell'Imperatore, l'importanza della garanzia dei diritti civili e umani e la rinuncia alla guerra.

### L'adozione

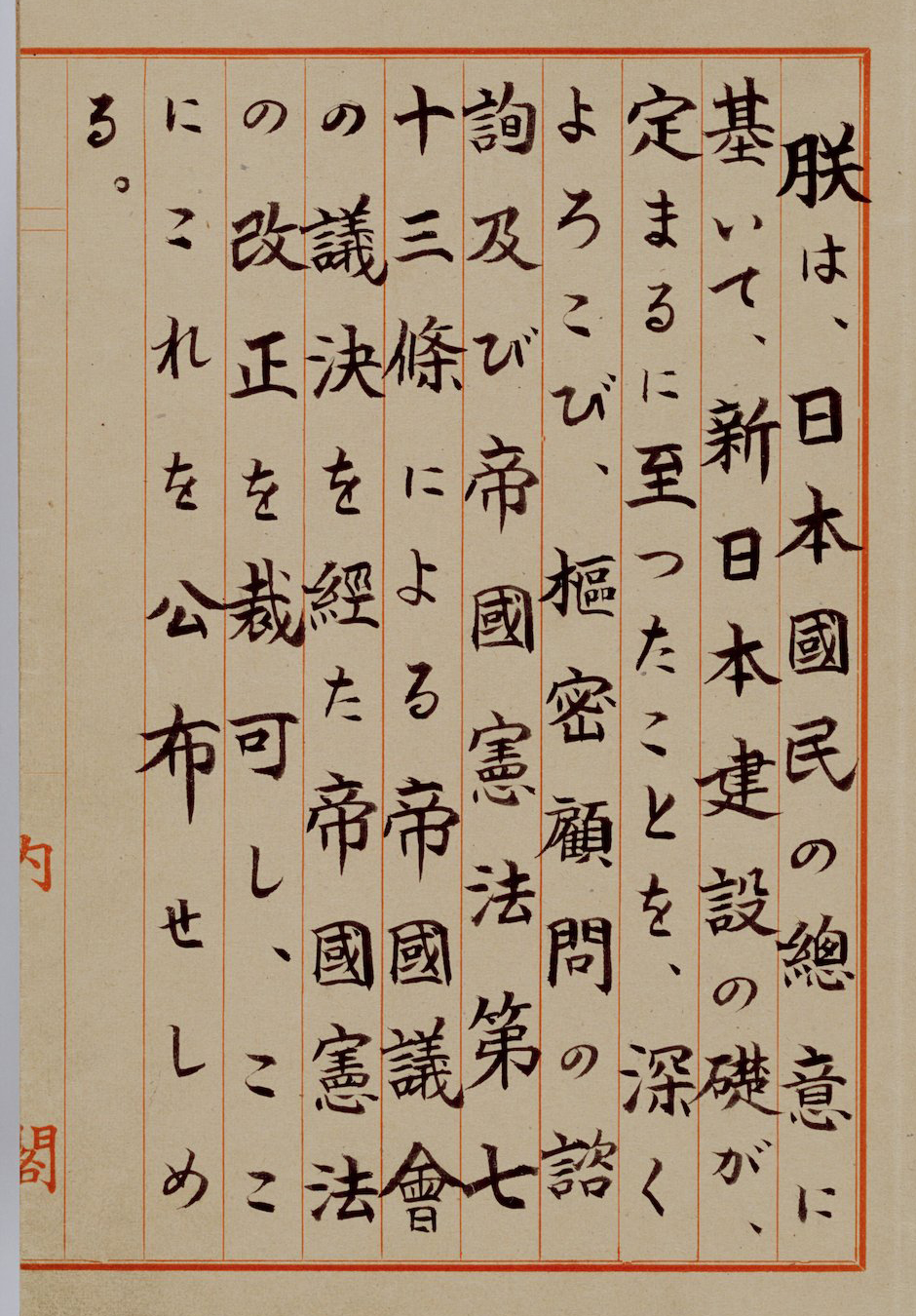
"Le parole dell'Imperatore"

Fu deciso che l'adozione del nuovo documento sarebbe stata attuata in accordo con la Costituzione Meiji in modo da mantenere la continuità legale. Per questo motivo, la costituzione del 1946 fu adottata con un emendamento della Costituzione Meiji secondo quanto previsto dal suo articolo 73. La nuova costituzione fu dunque formalmente presentata dall'imperatore alla Dieta Imperiale il 20 giugno. La costituzione fu presentata e votata come Proposta di Revisione della Costituzione Imperiale. La vecchia costituzione richiedeva che la proposta fosse approvata dai due terzi dei membri di ogni camera della Dieta per entrare in vigore. Dopo alcuni emendamenti da parte di entrambe le camere, la Camera dei pari approvò il documento il 6 ottobre; fu adottato nello stesso testo dalla Camera dei rappresentanti il giorno seguente, con soli cinque voti contrari, e divenne legge con l'assenso dell'imperatore, il 3 novembre. Secondo quanto stabilito dalla costituzione stessa, entrò in vigore sei mesi dopo, il 3 maggio 1947.

### Le prime proposte di emendamento

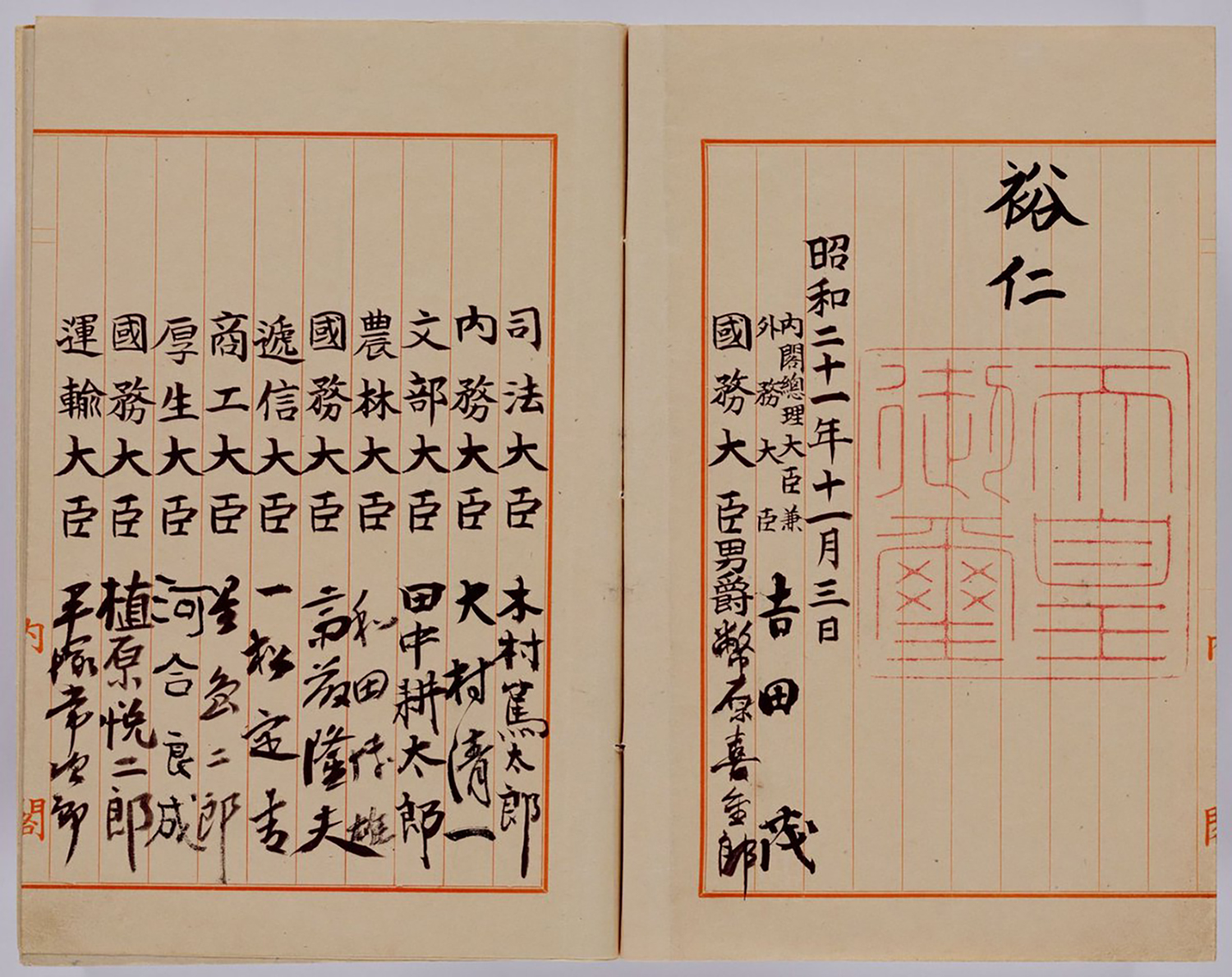
"La Firma e il Sigillo Imperiali"

La nuova costituzione non sarebbe stata scritta come lo fu effettivamente se MacArthur e il suo staff non avessero permesso ai politici e agli esperti costituzionali giapponesi di risolvere le questioni controverse con la loro collaborazione. Le origini straniere del documento sono state, comprensibilmente, un punto controverso fin da quando il Giappone ebbe riguadagnato la piena sovranità nel 1952. Già nel 1945 e nel 1946, c'era stato un grande dibattito pubblico sulla riforma costituzionale, e la bozza di MacArthur era apparentemente influenzata dalle idee di alcuni liberali giapponesi. La bozza di MacArthur non tentò di imporre un sistema federale o presidenziale sul modello degli Stati Uniti. La proposta di costituzione era invece molto vicina al modello britannico del sistema parlamentare, che fu visto dai liberali come la migliore alternativa all'assolutismo illuminato della Costituzione Meiji.
Dopo il 1952, i conservatori e i nazionalisti tentarono di emendare la costituzione per renderla più "giapponese", ma questi tentativi fallirono per una serie di ragioni. Una era l'estrema difficoltà di emendarla. Gli emendamenti richiedono infatti un'approvazione da parte dei due terzi dei membri di entrambe le camere della Dieta Nazionale prima che possano essere presentati al popolo in un referendum (Articolo 96). Inoltre, i partiti di opposizione, che occupavano più di un terzo dei seggi, erano fermi sostenitori dello status quo costituzionale. Anche secondo i membri del partito al governo, Partito Liberal Democratico (LDP), la costituzione non portava svantaggi. L'ambiente costituzionale era favorevole al loro modo di fare politica. Yasuhiro Nakasone, un fermo sostenitore della revisione costituzionale per tutta la sua carriera politica, per esempio, non si occupò della questione quando fu primo ministro tra il 1982 e il 1987.

## Disposizioni principali

### Struttura
La costituzione ha una lunghezza approssimativa di 5000 parole. Consiste di un preambolo e di 103 articoli raggruppati in undici capitoli. Questi sono:
- I. L'Imperatore (1–8)
- II. La Rinuncia alla Guerra (9)
- III. Diritti e Doveri del Popolo (10–40)
- IV. La Dieta (41–64)
- V. Il Gabinetto (65–75)
- VI. Il Potere Giudiziario (76–82)
- VII. Le Finanze (83–91)
- VIII. Il Governo Locale (92–95)
- IX. Emendamenti (96)
- X. La Legge Suprema (97–99)
- XI. Disposizioni Ulteriori (100–103)

### Principi fondamentali

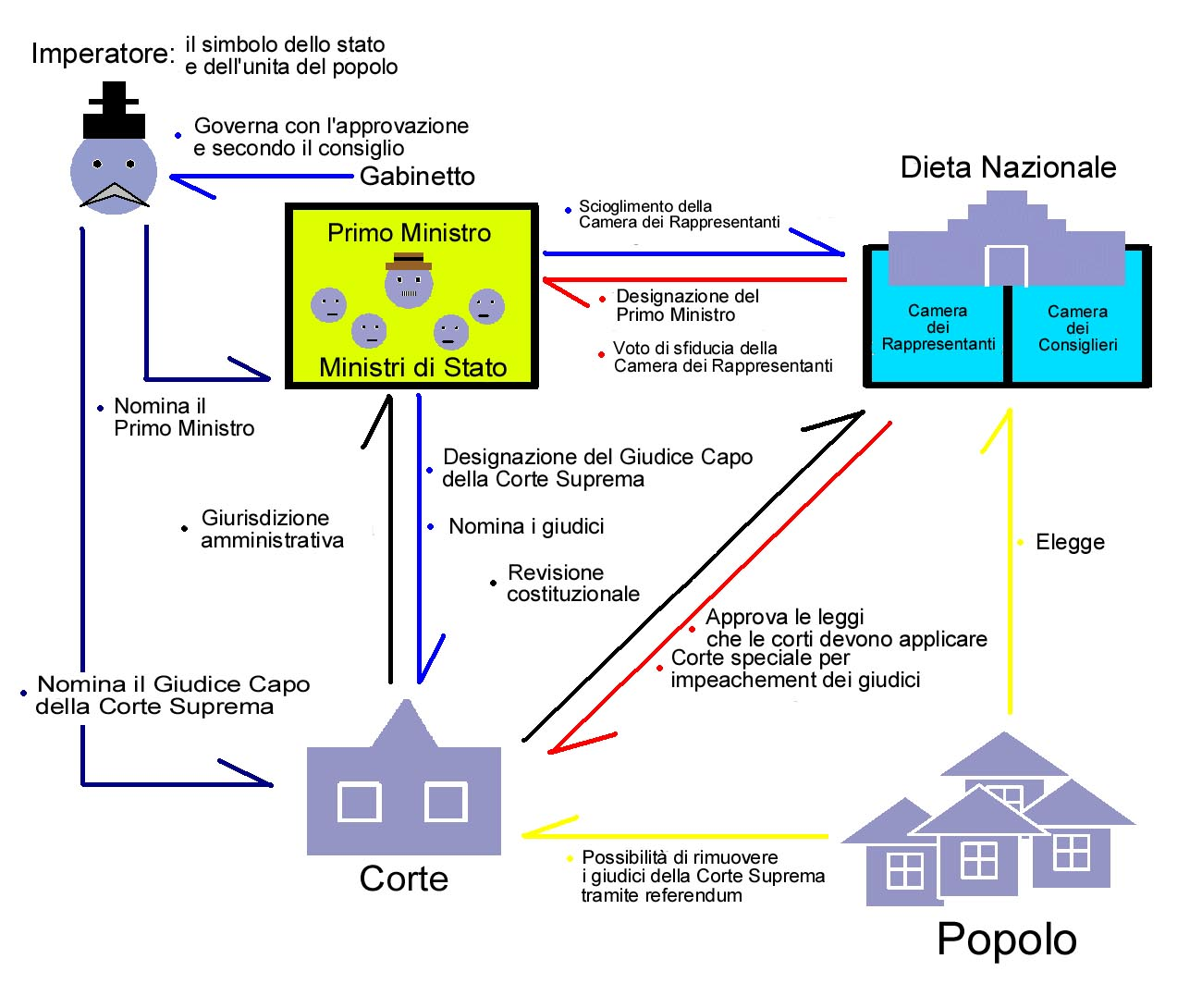
Il sistema politico stabilito dalla Costituzione del Giappone

La costituzione contiene una ferma dichiarazione del principio della sovranità popolare nel preambolo. Questo è proclamato nel nome del "popolo giapponese" e dichiara che "la sovranità emana dal popolo" e che
Uno degli scopi di questo linguaggio è quello di rifiutare la precedente teoria costituzionale secondo la quale la sovranità emanava dall'imperatore. La costituzione afferma che l'imperatore è semplicemente un simbolo e che "la sua posizione dipende dalla volontà del popolo da cui emana la sovranità" (Articolo 1). Il testo della costituzione afferma la dottrina liberale dei fondamentali diritti umani. In particolare l'articolo 97 dichiara:

### Organi di governo
La costituzione stabilisce un sistema di governo parlamentare. L'imperatore svolge molte delle funzioni tipiche di un capo di Stato ma il suo ruolo è puramente cerimoniale e, al contrario di altre forme di monarchia costituzionale, non ha alcun potere di riserva. L'autorità legislativa spetta alla Dieta Nazionale, bicamerale, e dove in precedenza la camera alta era composta dalla nobiltà, la nuova costituzione prevedeva che entrambe le camere sarebbero state direttamente elette. L'autorità esecutiva è esercitata da un Primo ministro e dal Gabinetto responsabile davanti al parlamento, mentre il potere giudiziario è guidato dalla Corte suprema.

### Diritti individuali
"I diritti e i doveri del popolo" sono una caratteristica peculiare della costituzione del dopoguerra. Nell'insieme, 31 dei suoi 103 articoli sono dedicati alla descrizione dei diritti e dei doveri con grande particolarità, ciò riflettendo l'obiettivo di "rispettare i diritti umani fondamentali" della dichiarazione di Potsdam. Anche se la Costituzione Meiji presentava una sezione dedicata ai "diritti e doveri dei soggetti", che garantiva la "libertà di parola, di scrittura, pubblicazione, di riunioni pubbliche e di associazione", questi diritti erano garantiti "nei limiti della legge". La libertà religiosa era ammessa "purché non interferisse con i doveri degli individui" (a tutti i giapponesi era richiesto di aderire al culto dell'imperatore, e chi, come i cristiani, si rifiutava di farlo per convinzioni religiose, era accusato di lesa maestà). Queste libertà sono descritte dalla costituzione del dopoguerra senza alcuna qualificazione.
- Libertà: La costituzione afferma il diritto del popolo "a essere rispettato individualmente", a essere soggetto "al benessere pubblico", e "alla vita, alla libertà e alla ricerca della felicità" (Articolo 13).
- Uguaglianza: La costituzione garantisce l'uguaglianza davanti alla legge e vieta le discriminazioni basate su "relazioni politiche, economiche o sociali" o "razza, credo, sesso, stato sociale o origine familiare, educazione, proprietà o reddito" (Articolo 44). L'uguaglianza fra i sessi è garantita esplicitamente in relazione al matrimonio (Articolo 24) e all'educazione della prole (Articolo 26).
- Illegalità dei titoli nobiliari: L'Articolo 14 proibisce allo stato di riconoscere i titoli nobiliari. Possono essere conferiti gli onori, ma non devono essere ereditari o garantire privilegi speciali.
- Elezioni democratiche: L'Articolo 15 stabilisce che "il popolo ha il diritto inalienabile di scegliere e di rimuovere i pubblici ufficiali". Garantisce il suffragio universale e la segretezza del voto.
- Proibizione della schiavitù: Garantita dall'Articolo 18. La servitù contro la propria volontà è permessa solo come punizione per un crimine.
- Laicità dello Stato: Non è menzionata esplicitamente. In ogni modo, è proibito allo stato di garantire privilegi o autorità politica alla religione, e di condurre educazione religiosa (Articolo 20).
- Libertà di riunione, libertà di associazione, libertà di parola e diritto alla segretezza delle comunicazioni: Tutte garantite dall'Articolo 21, che proibisce la censura.
- Diritti dei lavoratori: il lavoro è dichiarato sia diritto che dovere dall'Articolo 21 che afferma inoltre che "i salari minimi, gli orari, il riposo e le altre condizioni di lavoro sono fissate per legge" e che i bambini non devono essere sfruttati. I lavoratori hanno il diritto di iscriversi a un sindacato (Articolo 28).
- Diritto di proprietà: garantito soggetto al "benessere pubblico". Lo stato può requisire delle proprietà per uso pubblico dietro pagamento di un giusto compenso (Articolo 29). Lo stato ha inoltre il diritto di imporre tasse (Articolo 30).
- Diritto all'equo processo: l'Articolo 31 stabilisce che nessuno può essere punito "se non secondo la procedura stabilita per legge".
- Protezione contro l'ingiusta detenzione l'Articolo 33 stabilisce che nessuno può essere arrestato senza un mandato di cattura, salvo che venga sorpreso in flagranza. L'Articolo 34 garantisce l'habeas corpus, il diritto a consultare un avvocato e di essere informato della accuse a carico. L'Articolo 40 ammette il diritto a fare causa allo stato per errore giudiziario.
- Diritto all'imparzialità del giudice: L'Articolo 37 garantisce il diritto a un dibattito pubblico in presenza dell'avvocato difensore e con possibilità di chiamata di testimoni .
- Protezione contro l'auto-incriminazione L'Articolo 38 stabilisce che nessuno può essere chiamato a testimoniare contro se stesso, che le confessioni ottenute sotto costrizione non sono ammissibili e che nessuno può essere dichiarato colpevole sulla sola base delle proprie confessioni.
- Altre garanzie
  - Diritto di presentare petizioni al governo (Articolo 16).
  - Diritto di fare causa allo stato (Articolo 17).
  - Libertà di pensiero e di coscienza (Articolo 19).
  - Libertà di religione (Articolo 20).
  - Libertà di insegnamento (Articolo 23).
  - Proibizione del matrimonio combinato (Articolo 24).
  - Diritto alla libera educazione obbligatoria (Articolo 26).
  - Diritto di accesso alle corti (Articolo 32).
  - Protezione contro le ispezioni, perquisizioni e sequestri (Articolo 35).
  - Proibizione della tortura e delle punizioni crudeli (Articolo 36).
  - Irretroattività della legge penale (Articolo 39).
  - Diritto al ne bis in idem (Articolo 39).

### Altre disposizioni
- Rinuncia alla guerra: secondo l'Articolo 9 della Costituzione, il "popolo giapponese rinuncia alla guerra come diritto sovrano della nazione". A questo scopo "non saranno mai mantenute forze di terra, di mare, di aria e qualsiasi altra forza potenzialmente militare".
- Revisione costituzionale: l'Articolo 98 pone la Costituzione su un piano gerarchico superiore rispetto a qualsiasi "legge, ordinanza, decreto imperiale, o atto di governo" che vada contro le sue disposizioni.
- Diritto internazionale l'Articolo 98 dispone che "i trattati conclusi dal Giappone e le leggi stabilite dalla nazione devono essere osservate fedelmente". Nella maggior parte delle nazioni, la ratificazione dei trattati è un compito che spetta al parlamento. Secondo l'Articolo 98, invece, almeno in teoria il diritto internazionale e i trattati conclusi dal Giappone sono ratificati automaticamente come parte del diritto nazionale.

## Emendamenti
L'Articolo 96 dispone che gli emendamenti possono essere apportati a qualsiasi parte della costituzione. In ogni modo, una proposta di emendamento deve prima essere approvata da entrambe le camere della Dieta, da almeno due terzi dei membri di ciascuna camera (invece del numero totale dei votanti). Deve poi essere sottoposta a referendum in cui è sufficiente la maggioranza semplice dei voti espressi per l'approvazione. L'emendamento viene poi promulgato dall'imperatore, senza possibilità per quest'ultimo di esercitare il diritto di veto.
I cambiamenti che sono stati proposti sono provenuti spesso dalla destra politica. Le proposte includevano la modifica dell'Articolo 9 e delle disposizioni riguardanti l'imperatore, in modo da definirlo esplicitamente "capo di Stato". Questo per chiarire il ruolo dell'imperatore e per aumentarne il prestigio, piuttosto che per garantirgli nuovi poteri.
Alcuni studiosi hanno suggerito che le difficoltà del processo di emendamento siano state favorite dagli autori americani della costituzione in modo che la struttura fondamentale del regime da essi imposto avrebbe resistito ai cambiamenti. In realtà, per gli stessi giapponesi ogni cambiamento della carta costituzionale e dell'assetto del dopoguerra è molto controverso, soprattutto riguardo all'Articolo 9 e al ruolo dell'imperatore, argomenti che toccano la sensibilità profonda della popolazione.

### Le proposte dell'LDP del 2005
Nell'agosto del 2005, il Primo ministro giapponese, Junichiro Koizumi ha proposto un emendamento alla costituzione per accrescere il ruolo della Forze di Difesa Giapponesi all'interno delle questioni estere. Un abbozzo della proposta è stato presentato dal Partito Liberal-Democratico (LDP) il 22 novembre 2005 in occasione del cinquantesimo anniversario della fondazione del partito.

### Le proposte del 2013
In seguito alla rielezione al governo di Shinzō Abe, da sempre favorevole a una rivisitazione della costituzione, e dell'emergenza di forti movimenti di destra, capitanati dal sindaco di Osaka e dall'ex-governatore di Tokyo, il governo Abe pare seriamente intenzionato a procedere con la riforma dell'Articolo 9, dotando così il Giappone di un vero esercito, tutto ciò in funzione essenzialmente anti-cinese e con il supporto degli Stati Uniti, che contano di impiegare i futuri militari nipponici nelle varie "operazioni di pace" in giro per il mondo.

## La garanzia dei diritti umani nella pratica
Corpi internazionali come la Commissione per i diritti umani delle Nazioni Unite, che controlla l'applicazione della Convenzione internazionale sui diritti civili e politici, e altri gruppi come Amnesty International hanno sostenuto che molte delle garanzie dei diritti individuali contenute nella costituzione giapponese non sono state rese effettive nella pratica. Queste critiche hanno sostenuto anche che, contrariamente all'Articolo 98, che dispone che il diritto internazionale viene considerato automaticamente legge dello Stato, i trattati internazionali riguardanti i diritti umani firmati dal Giappone vengono raramente impugnati nei tribunali giapponesi.
A dispetto delle garanzie costituzionali del diritto all'imparzialità del giudice e a un equo processo, il tasso di condanna in Giappone supera il 99%. Nonostante il divieto categorico stabilito dall'Articolo 38 di condannare o punire una persona nei casi in cui l'unica prova contro di essa sia la sua confessione, gli imputati sono normalmente condannati sulla base di una confessione firmata e di una prova a supporto. Benché lo stesso articolo vieti le confessioni forzate, gli imputati sono normalmente tenuti in isolamento e interrogati dalla polizia per periodi di tempo non permessi in altre nazioni sviluppate. Nonostante la proibizione della tortura e delle punizioni crudeli dell'Articolo 36, la situazione particolare delle carceri giapponesi è descritta da più parti come degradante e inumana.